# Szczypiorno
Szczypiorno – osiedle w południowo-zachodniej części Kalisza, nad strugą Piwonia, w granicach administracyjnych miasta od 1976 r. Częścią Szczypiorna jest Nosków.
Osiedle jest jedną z największych pod względem powierzchni jednostek pomocniczych Kalisza, zasadniczo zurbanizowane w obrębie ulicy Wrocławskiej, pozostałe części to głównie pola uprawne i działki rekreacyjne.
W Szczypiornie swoje korzenie ma polska piłka ręczna, potocznie nazywana szczypiorniakiem.

## Położenie
Szczypiorno usytuowane jest w południowo-zachodniej części miasta. Sąsiaduje od południowego zachodu z Nowymi Skalmierzycami, od północnego wschodu z Zagorzynkiem i Serbinowem, od północy z sołectwem Dobrzec, zaś od południowego wschodu z sołectwem Sulisławice Kolonia. Głównym traktem osiedla jest ulica Wrocławska, która przed wybudowaniem tzw. obwodnicy Nowych Skalmierzyc, stanowiła część drogi krajowej nr 25.

## Historia
Jako wieś Szczypiorno (wymieniane Sciperzno, Sciporno i inne), wzmiankowane od XV wieku. W 1815 r. na zachód od wsi utworzono przejście graniczne na granicy pomiędzy Królestwem Polskim, a Królestwem Prus; wybudowano również koszary dla garnizonu oraz budynek komory celnej. W 1914 r. władze niemieckie w koszarach i barakach utworzyły obóz jeniecki dla cudzoziemców: Ukraińców, Rosjan, Francuzów, Brytyjczyków, Rumunów i innych narodowości. W późniejszym czasie powstał obóz dla internowanych żołnierzy Legionów Polskich (ok. 4000), którzy odmówili przysięgi lojalności cesarzowi niemieckiemu. Z uwagi na trudne warunki obozowe w Kaliszu utworzono „Komitet Opieki Nad Jeńcami”, który zaczął regularnie dostarczać żywność. Wśród legionistów zrodziła się nowa dyscyplina sportowa – piłka ręczna, potocznie nazywana szczypiorniak. Po odzyskaniu niepodległości w 1918 r. w Szczypiornie kwaterował 29 Pułk Strzelców Kaniowskich. W 1927 r. odbył się zjazd legionistów, połączony z odsłonięciem pomnika w Szczypiornie (zniszczony w czasie okupacji hitlerowskiej). W 1955 r. budynek koszar przekazano Ośrodkowi Szkolenia Służby Więziennej. W 2013 r. otwarto prywatne Muzeum Historii Szczypiorna.

## Zabytki i miejsca historyczne
| Nazwa                                                                                    | Wybudowany    | Zdjęcie | Wpis do rejestru zabytków |
| ---------------------------------------------------------------------------------------- | ------------- | ------- | ------------------------- |
| Koszary (obecnie Kampus Mundurowy WSKiP w Warszawie)                                     | 1815          |         | 240/A z 16.09.1968        |
| Kaplica grobowa Ordęgów pw. św. Barbary (ul. Szczypiornicka 70)                          | poł. XIX w.   |         | 758/Wlkp/A z 26.08.2009   |
| Park podworski                                                                           | 2 poł. XIX w. |         | 750/A z 30.06.1998        |
| Obóz internowania w Szczypiornie                                                         | 1914–1917     |         | –                         |
| Ukraiński cmentarz wojskowy                                                              | 1914–1923     |         | 852/Wlkp/A z 8.12.2011    |
| Mauzoleum Legionistów Polskich                                                           | 1932          |         | zburzone w 1939           |
| Schrony obserwacyjno–bojowe nr 10, nr 11 (Polskie umocnienia obronne Przedmoście Kalisz) | 1939          |         | 1040/Wlkp/A z 26.01.2018  |

## Publiczny transport zbiorowy

### Transport autobusowy
| Nr linii | Trasa                                                                                            | Przewoźnik                |
| -------- | ------------------------------------------------------------------------------------------------ | ------------------------- |
| 15       | Kalisz: Godebskiego/Długa/Wał Bernardyński Bażancia ↔ Nowe Skalmierzyce ↔ Skalmierzyce           | Kaliskie Linie Autobusowe |
| 19       | Kalisz: Majkowska Medix ↔ Nowe Skalmierzyce ↔ Skalmierzyce                                       | Kaliskie Linie Autobusowe |
| M        | Ostrów Wielkopolski: Lotnicza Poznańska/Dworzec PKP ↔ Nowe Skalmierzyce ↔ Kalisz: Toruńska Pucka | MZK Ostrów Wielkopolski   |

### Transport kolejowy
| Nr linii kolejowej | Przystanek         | Zdjęcie |
| ------------------ | ------------------ | ------- |
| 14                 | Kalisz Szczypiorno |         |

## Wspólnoty wyznaniowe
Na osiedlu mieści się: kościół pw. Podwyższenia Krzyża Świętego (1988) oraz Sala Królestwa dwóch Chrześcijańskich Zborów Świadków Jehowy.

## Osoby związane ze Szczypiornem
- Władysław Broniewski (poeta)
- Wojciech Chmielowski (ojciec świętego Brata Alberta)
- Jan Krawczyk (wojskowy)
- Stanisław Okęcki (wojskowy)
- Janina Ordężanka (aktorka)
- Roman Statkowski (kompozytor)
- Juliusz Ulrych (polityk)